# アナノムジナ
『アナノムジナ』は、天野洋一による日本の漫画作品。『週刊少年ジャンプ』（集英社）にて2013年37・38合併号に読切版として掲載後、同社の漫画配信サイト『少年ジャンプ+』で2014年12月6日 より本連載が開始。連載版の「序章」は、読切版に加筆修正を加えて2分割した物を配信。その続きとして新規の第1章以降が2014年12月20日より配信され、隔週土曜更新で連載し、2016年5月21日に不定期連載になることが告知された。
詐欺師の少年が仲間と法で裁けない悪を化かしていくクライムアクションおよびサスペンスストーリー。天野にとって5作目の連載作品。タイトルは諺「同じ穴の狢」より。話数カウントは「Sting.○」で、複数の「Sting」が「章」を構成している。

## あらすじ
男子高校生の佐滝匡は幼いころに妖怪・狢から『人を騙す能力』と『人を騙さずにはいられない衝動』を授かり、それ以来詐欺師として生きてきた。3年前、警官の神月からの勧めで「法で裁けない悪」を懲らしめるためにその能力を用いるようになる。そして巣穴（ネスト）と呼ばれる隠れ家で、佐滝が助けた少女・朝日奈良子、天才ハッカー・猯、情報屋クオンの愛犬・トビー号と共に、人々からの依頼を受けてさまざまな悪党たちを「化かし」ていく。

## 登場人物

### 主要人物
佐滝 匡（さたき ただし） / 狢（ムジナ）
本作の主人公。16歳の男子高校生。「狢」と呼ばれる天才詐欺師。猯からは「ムーちん」と呼ばれている。
おっちょこちょいで引っ込み思案だがお人好し。
幼いころに親を亡くし、補助金目当ての悪徳孤児院で育った。ある狢から人を騙す能力を授かり、孤児院の職員を騙して逃げ出す。3年前に警部の神月から助けられて以降は、法で裁けない悪を対象に詐欺を行うようになる。
狢に能力を授けられてから、詐欺をしなければ生きられない体質になる。そのため、朝日奈たちと隠れ家「巣穴（ネスト）」で詐欺グループを営む。詐欺の対象は前述のように「法で裁けない悪」であり、客からの依頼を受けて悪を懲らしめるために詐欺を行う。詐欺被害者が口をそろえて「化かされた」と言うため、「狢」のあだ名がついた。しかし、本人は極度の小心者で、詐欺師であることについて罪悪感を持っており、時々落ち込んでしまう。眠ると狢の姿になる。
朝日奈 良子（あさひな りょうこ）
本作のヒロイン。佐滝の助手で同級生。16歳の女子高校生。
眼鏡をかけている。クラスの委員長を務めている。明るくしっかり者。父親は同僚の科学者に罪をかぶせられた上に殺されたが、佐滝によって名誉が回復される。それ以降、佐滝の助手として雑用をするようになる。
美久・C・マーマレード（みく クリスティーナ - ） / 猯（マミ）
佐滝の助手。天才ハッカー兼メカニックな9歳の少女。眼帯と手袋がトレードマークになっている。
お調子者で頑固な性格をしているが、普段は冷めた性格をした浮世離れの少女で過ごしている。非常に頭脳明晰らしく、教科書を丸暗記していたり16カ国語をマスターしている（本人談）らしい。
トビー号（トビーごう）
佐滝の助けをする犬。犬種はダルメシアン。ゴーグルをかけている。
飼い主はクオンという情報屋（正体は神月）で、トビー号の首についているスピーカー越しに会話している。
神月 絢人（かみつき けんと） / クオン
31歳の男性警官。階級は警部。所属は捜査二課。佐滝たちの影の協力者。
3年前、佐滝に「法で裁けない悪」を騙すように勧めた。立場上佐滝たちと頻繁に合うことが難しいため、普段は愛犬トビー号の首輪についているスピーカーを通じて「情報屋の『クオン』」として彼らと会話し、協力している。
鮫島 丈（さめじま じょう）
21歳男性。当初は犯人と目されていたが、狢の活躍と本人の協力により容疑を解かれる。
この一件で本当にやりたかったことに目覚めたと言い、狢に頼み込んで巣穴（ネスト）の一員になり、狢を「狢のダンナ」猯を「マミの姉御」と呼び慕っている。朝比奈良子に一目惚れしたらしい。

### 警察関係者
瞬日 由宇（またたび ゆう）
男性警官。階級不明。神月と同じ捜査二課へ配属されたばかりの新人警官。神月と組んで捜査している。
神月を「神月警部」と呼び、神月からは「由宇」と呼ばれている。
食い意地をはっており、さまざまな物を頬張っていることが多い。
寺さん（フルネーム不明）
古株の男性警官。階級不明。神月と同じ捜査二課所属。神月を何かと心配し、面倒を見ている。
神月、瞬日と共に行動していることが多い。
猿魔 薫（えんま かおる）
男性警官。階級は警視。所属は警視庁公安部管理官。
閻魔帳と呼ばれる黒い手帳を所持し、将来潰す予定の気に入らない人間の名前がビッシリと書き込まれているらしい。
出会い頭に神月の捜査姿勢を公然と批判し、神月も露骨な嫌味で返していることから犬猿の仲と見られる。

### 巣穴ノ狢(ムジナ・イン・ネスト)
鴨谷 大寛（かもや だいかん）
67歳男性。ウイルス感染分野教授で変質者。中学の頃、女生徒の下着を盗んで身につけてしまったことがバレてしまって以来、若者を嫌う厳格な性格になった。
良子の父親を殺した張本人だと佐滝に見破られ、彼にウイルスを感染させられたことを勘違いして慌ててワクチンを手に取ろうとするが、神月に阻止され逮捕された。

### 月華ノ怪奇（ムーンライト・ホラーショー）
蝶園寺 楓（ちょうえんじ かえで）
17歳女子高生。資産家の蝶園寺家の御令嬢。おおらかで心優しく親思い。
八雲 淳二（やくも じゅんじ）
男性弁護士。普段は温厚だが、本性は財産目当てで楓の両親を殺した冷酷な詐欺。同犯者と共に屋敷をアウトレットモールにして彼女の思い出の楓の木を斬り倒そうとするが、佐滝が起こした怪奇の演出によって阻止され、逮捕された。
オカルト否定派だが、実は幼少期の頃からオカルトが大の苦手である。

### 無頼ノ唄（ギャング・ソング）
尾長 みどり（おなが みどり）
佐滝と良子が通う高校の31歳の社会科教員。男口調でぶっきらぼうだが、一人息子を愛するシングルマザー。良子の父親の無実を信じて、彼女を庇った理解者。
暮井戸 龍也（くれいど たつや）
ドラゴンヘッドのコードネームを持つ24歳の青二歳。勝己の兄。麻薬の売人の父親のコネに頼り、調合する麻薬は評判であった為、神月と由宇が調査しに来たが足止めをした。尾長の息子を人質に初めての殺陣を行うつもりが、弟が罠にはまって神月達に阻止されて救出を許してしまい、逮捕された。
暮井戸 勝己（くれいど かつみ）
スネークテイルのコードネームを持つ19歳のチンピラ。龍也の弟。殺人以外の犯罪を犯して少年院に入れられた経験あり。尾長の息子を拐って人質に取る。実は、ドジが多く兄によく怒られている。ギャングになりすました佐滝に憧れのギャング団に入れると騙され、全部暴露してしまった為、神月達に捕まってしまう。

### 聖母ノ亡霊（マザー・ファントム）
亡霊（ファントム）
生まれつき影の薄さを利用して、欲しいものを全て手に入れる詐欺師。小学6年の頃、コンプレックスだったが、才能だと気付いて、整形手術で姿を自由に変えて以来、詐欺師として活動することになった。
宝くじを当てた鮫島に濡れ布を着せて、亡き者にして日本から逃げようとしたが、佐滝と神月に自分だけの指紋「青白く光る」ということで見破られて逮捕される。その後、ザ・ジッパーに銃撃される。

### 追憶ノ鬼灯（リメンバー・ザ・ディセプション）
ザ・ジッパー
亡霊を銃撃した黙らせ屋。オネエ口調。
ノミさん
佐滝を世話したホームレスの顔役の老人。関西弁。
柏木 史哉（かしわぎ ふみや）
39歳の新聞記者。宇崎の悪事のデータを手にした為、追われ身になった。最初は詐欺師である佐滝を信用しなかったが、救われた為、全てを話した。
柏木 園子（かしわぎ そのこ）
史哉の妻。一度離婚したが、それでも夫を愛していた。
柏木 マモル（かしわぎ マモル）
史哉と園子の息子。
宇崎 宙衛門（うざき そらえもん）
元圧生労働者事務次官。密かに臓器売買を行っていて、それを暴露しようとする人間は容赦なくもみ消す。現在、自分自身のドナーを求めて自分に適合する腎臓を探し、合わなければ売るという卑劣を行動をした。
かつて佐滝に化かされたが、すぐにもみ消してしまった為、詐欺師だと見破って罠を仕掛けて消そうとしたが、史哉達記者との協力で、自ら激白させる緊急生特番をテレビに流させた為、神月達に自分の協力者もろとも逮捕される。
空城 霞（くうじょう かすむ）
女癖の悪い空城総合病院の院長。宇崎の協力者。
オスカー・アントワネット
宇崎専属護衛隊長。無表情でマッチョメンだが、たこ焼き好き。

### 故人
信楽 福瓶（しがらぎ ふくべい）
佐滝を救ったホームレス。元は先代「狢」の団三郎と組んだ詐欺師。
根津 中（ねづ あたる）
裏世界の便利屋を自称する青年。正義感が強く、ヒーローになることが夢。一流弁護士で憧れの両親を悪徳弁護士だと誤解してしまい、「面汚し」と罰捨てられ家から追い出されてしまう。宇崎の元に乗り込みに行ったが、内臓を全て抜き取られ死亡。
神月 美咲（かみつき みさき）
神月の妻。子供と一緒に何者かに殺害される。

## 担当編集者
1. 大西[1]
2. 内藤 - 2015年6月時点[2]

## 書誌情報
- 天野洋一『アナノムジナ』 集英社〈ジャンプ・コミックス〉、既刊4巻（2016年6月3日現在）
  1. 2015年4月3日発売[集 1]、ISBN 978-4-08-880393-7
  2. 2015年8月4日発売[集 2]、ISBN 978-4-08-880443-9
  3. 2016年2月4日発売[集 3]、ISBN 978-4-08-880514-6
  4. 2016年6月3日発売[集 4]、ISBN 978-4-08-880681-5